# Ruby Lindsay

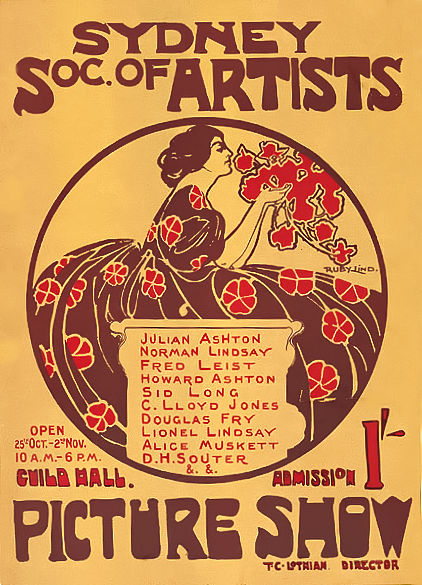
Illustration eines Posters, 1907, signiert als Ruby Lind.

Ruby Lindsay (* 20. März 1885 in Creswick, Victoria; † 12. März 1919 in London) war eine australische Illustratorin und Malerin mit anglo-irischen Wurzeln.

## Leben und Wirken
Ruby war die Tochter des Arztes Robert Alexander Lindsay (1843–1915) und dessen Ehefrau Jane Elizabeth Williams (1848–1932). Ihr Großvater mütterlicherseits war der methodistisch-wesleyanische Prediger Thomas Williams (1815–1891), der zwischen 1840 und 1853 einen bedeutenden Beitrag zur Christianisierung Fidschis leistete, wo auch ihre Mutter geboren wurde. Sie hatte noch neun Geschwister, darunter Percy (1870–1952), Lionel (1874–1961), Norman (1879–1969) und Daryl Lindsay (1889–1976).
Bis zu ihrem 16. Lebensjahr lebte sie in Creswick und ging anschließend als Studentin an die Kunstakademie der National Gallery of Victoria in Melbourne. Während dieser Zeit lebte sie bei ihrem Bruder Percy und durch seine Unterstützung konnte sie erste Arbeiten im Wochenmagazin The Bulletin veröffentlichen. Mit der Zeit wurde man auf sie und ihre im Jugendstil geschaffenen Werke aufmerksam und sie wurde immer häufiger betraut, für verschiedene Veranstaltungen Plakate, Einladungen u. ä. zu gestalten.
Durch ihren Bruder Percy machte sie auch die Bekanntschaft des Cartoonisten Will Dyson (1880–1938) und heiratete ihn am 30. September 1909 in Melbourne. Der Illustrator Ambrose Dyson (1876–1913) wurde ihr Schwager. Die Hochzeitsreise unternahm das Ehepaar nach London, wo Will Dyson eine Anstellung beim Weekly Despatch bekam. Den Beginn des Ersten Weltkriegs kommentierte Dyson mit Karikaturen und Cartoons politischen Inhalts und wurde im darauffolgenden Jahr von der australischen Regierung unter Premierminister Andrew Fisher zum Australian Official War Artist berufen. Bis Kriegsende lebte Ruby Lindsay in London und arbeitete für verschiedene staatliche Stellen.
Nach Kriegsende reiste sie zusammen mit ihrem Ehemann nach und durch Irland, um das Land ihrer Vorfahren kennenzulernen. Eine Woche vor ihrem 34. Geburtstag starb Ruby Lindsay am 12. März 1919 in London an der Spanischen Grippe.
2014 fand unter dem Titel Ruby Lindsay – The Gentle Illustrator eine retrospektive Ausstellung mit ihren Buchillustrationen in der Norman Lindsay Gallery & Museum in Faulconbridge statt.

## Illustrationen, Werke
- Winifred Letts: Naughty Sophia. With nearly 100 illustrations by Ruby Lind. Grant Richards, London 1912. (Illustriertes Kinderbuch).

- The drawings of Ruby Lind. (Mrs. Will. Dyson). Cecil Palmer, London 1920.